# Magdalena Małecka-Wippich
Magdalena Małecka-Wippich – polska reżyserka, autorka tekstów, altowiolistka i kameralistka.

## Życiorys i działalność artystyczna
Absolwentka Uniwersytetu Muzycznego Fryderyka Chopina w Warszawie, Podyplomowych Studiów Literackich na Uniwersytecie Jagiellońskim, Podyplomowych Studiów Administracji i Zarządzania w Szkole Głównej Handlowej, oraz Kierunku Reżyserii Dramatu w Akademii Teatralnej im. Aleksandra Zelwerowicza, w której w 2020 r. zrealizowała dyplom reżyserski.
Jest założycielką (2004) kwartetu smyczkowego Polonika (dawniej Opium String Quartet), wyróżnionego między innymi statuetką Fryderyk 2014 za płytę Chagall for Strings w kategorii Muzyka Współczesna, z którym dokonała kilkudziesięciu prawykonań polskiej muzyki współczesnej, oraz nagrała 3 autorskie albumy. Jako kameralistka występowała m.in. u boku takich artystów, jak: Alfredo Bernardini, Laurence Cummings, Krzesimir Dębski, Margaret Fautless, Ton Koopman, Andrew Manze, Riccardo Minasi, Lars Urlik Mortensen, Enrico Onofri, Włodek Pawlik, Jadwiga Rappé, Jordi Savall, Simon Standage, Tomasz Stańko, Tomasz Strahl. Nagrywała dla takich wytwórni płytowych, jak: CD Accord, Dux, Albany Records U.S., Raum Klanf, Acte Préalable. Koncertowała we wszystkich krajach europejskich oraz w Chinach, Kanadzie i USA, gdzie w 2012 roku odbyła tournée jako solistka.
Uczestniczyła również w warsztatach literackich i dramaturgicznych, prowadzonych m.in. przez takich autorów, jak: Janusz Głowacki, Mikołaj Grynberg, Marek Koterski, Hanna Krall, Mark Ravenhill, Olga Tokarczuk, Agata Tuszyńska, Iwan Wyrypajew czy Adam Zagajewski. W 2016 ukazała się jej pierwsza książka – wywiad z Anną Seniuk pt. „Nietypowa baba jestem” nakładem Wydawnictwa Znak.
Jako reżyserka zadebiutowała w 2018 r. inscenizacją opery „Awantura w Recco” Macieja Małeckiego na deskach Opery Nova w Bydgoszczy (wspólnie z Maciejem Wojtyszką) oraz filmem krótkometrażowym „Tadeusz Różewicz. Czytanie książek”. zrealizowanym dla TVP Kultura. Spektakl telewizyjny „Dziób w dziób” dla Wytwórni Filmów Dokumentalnych i Fabularnych w jej reżyserii otrzymał w 2020 r. nagrody festiwalu Teatroteka Fest za montaż i najlepszą aktorską kreację zespołową. Opera dla dzieci „Operowy zawrót głowy”, której jest autorką i reżyserką, została uhonorowana w 2021 r. Grand Prix Teatralnych Nagród Muzycznych im. Jana Kiepury w kategorii „Najlepszy spektakl dla młodego widza”.
27 marca 2021 r., w Międzynarodowy Dzień Teatru razem z dramatopisarką Marią Wojtyszko założyła eksperymentalną grupę auto-etnograficzną Kolektywa.
Jest członkinią Związku Artystów Scen Polskich oraz Gildii Polskich Reżyserów i Reżyserek Teatralnych.

## Życie osobiste
Córka aktorki Anny Seniuk i kompozytora Macieja Małeckiego, siostra aktora Grzegorza Małeckiego, żona perkusisty i terapeuty Marcina Wippicha. Ma córkę Felicję i syna Ignacego.